# Стойкое
Стойкое (укр. Стійке; до 2024 года — Чкалово) — село в Великоалександровской поселковой общине Бериславского района Херсонской области Украины.
Почтовый индекс — 74141. Телефонный код — 5532. Код КОАТУУ — 6520985001.

## История
Село Юдендорф основано в 1925-1926 годы как еврейская земледельческая колония. Еврейское население села уничтожено в 1941 году, в частности в начале сентября 1941 года были расстреляны 73 еврейских беженцев из Бессарабии (города Котовска), тела которых бросили в колодец в 6 км от села; 18 сентября 1941 года расстреляли
416 местных евреев.
В феврале 2022 года во время вторжения России в Украину было оккупировано российскими войсками. Освобождено 10 ноября 2022 года в ходе контрнаступления ВСУ в Херсонской области.

## Население
Население по переписи 2001 года составляло 677 человек.

### Языковой состав
Родной язык населения по данным переписи 2001 года:
| Язык       | Численность, чел. | Доля     |
| ---------- | ----------------- | -------- |
| Украинский | 632               | 93,35 %  |
| Русский    | 28                | 4,14 %   |
| Молдавский | 13                | 1,92 %   |
| Другое     | 4                 | 0,59 %   |
| Итого      | 677               | 100,00 % |

## Местный совет
74141, Херсонская обл., Великоалександровский р-н, с. Чкалово, ул. Чкалова, 44